# کشش مفتول

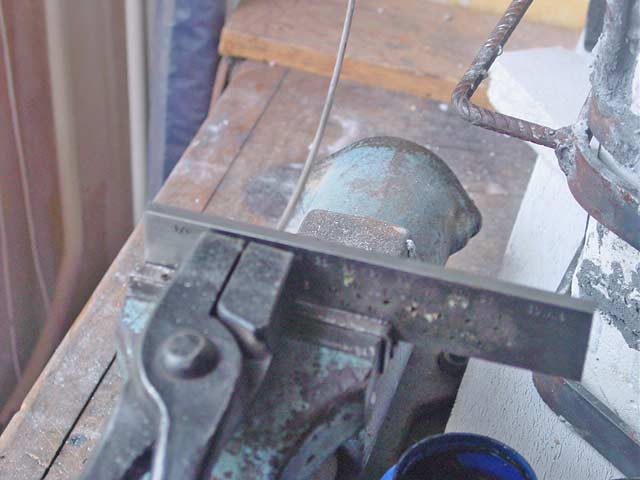
کشش مفتول نقره‌ای به وسیله دستگاه ساده کشش مفتول

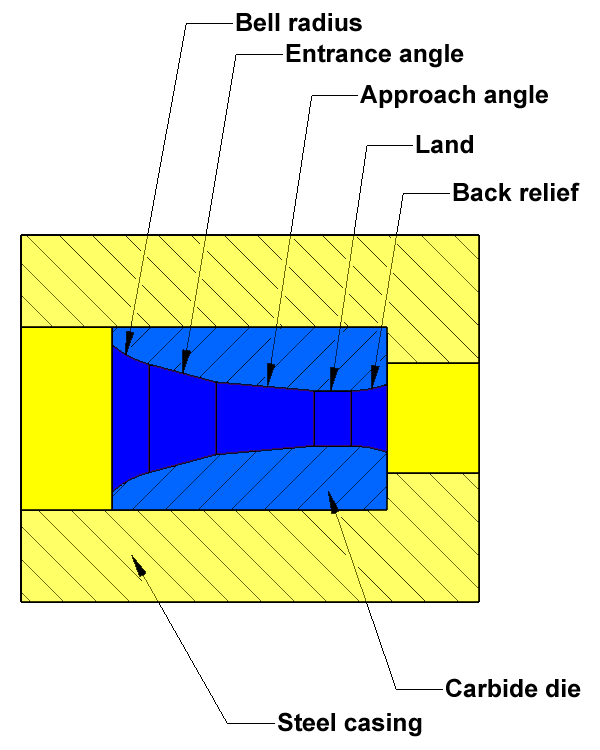
شمای قالب کاربیدی کشش مفتول

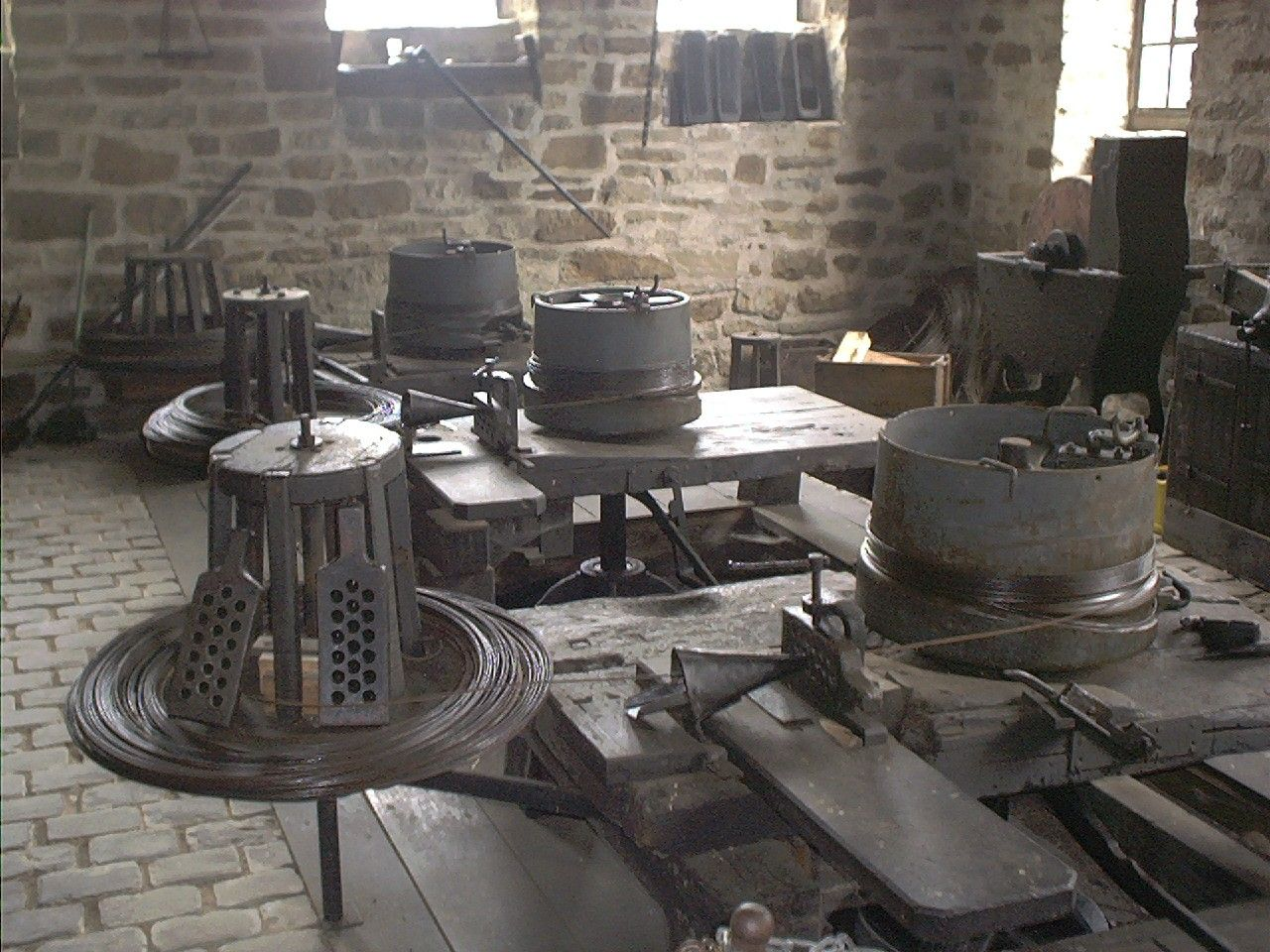
یک نوع دستگاه قدیمی کشش مفتول

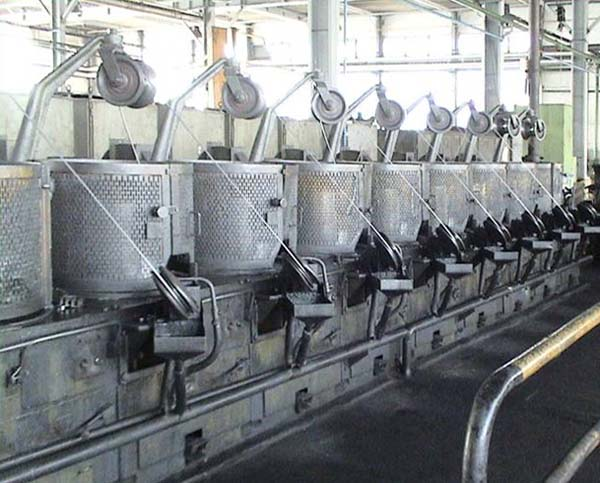
یک نوع دستگاه کشش مفتول

مفهوم کشش مفتول

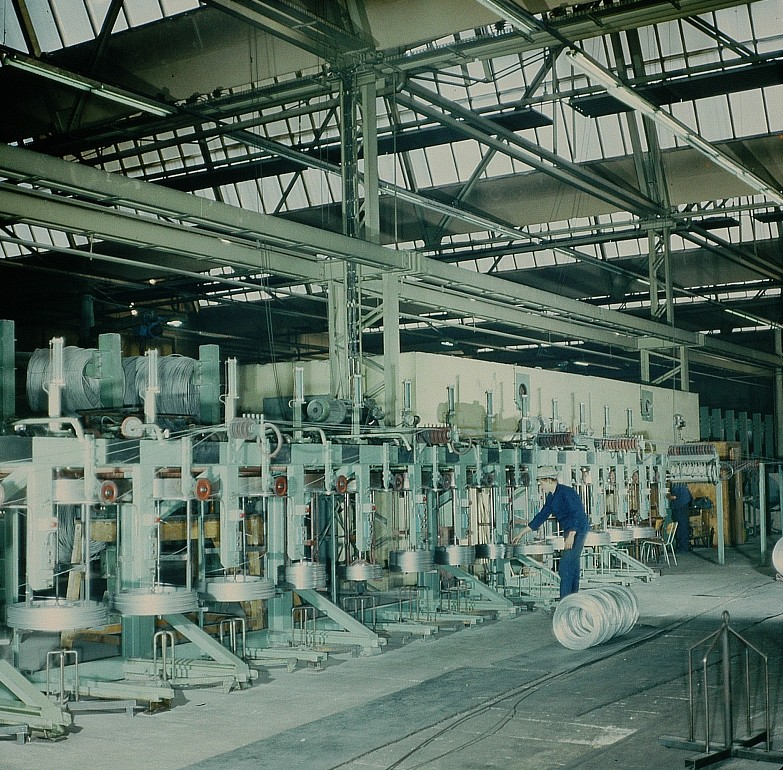
ماشین‌آلات مورد استفاده در فرایند کشش مفتول

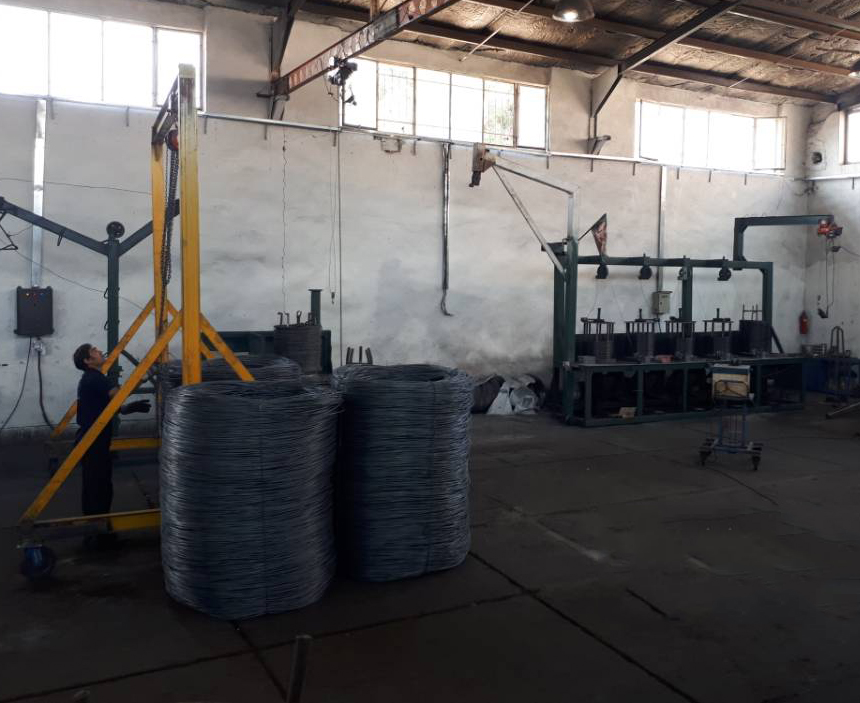
دستگاه های کشش مفتول

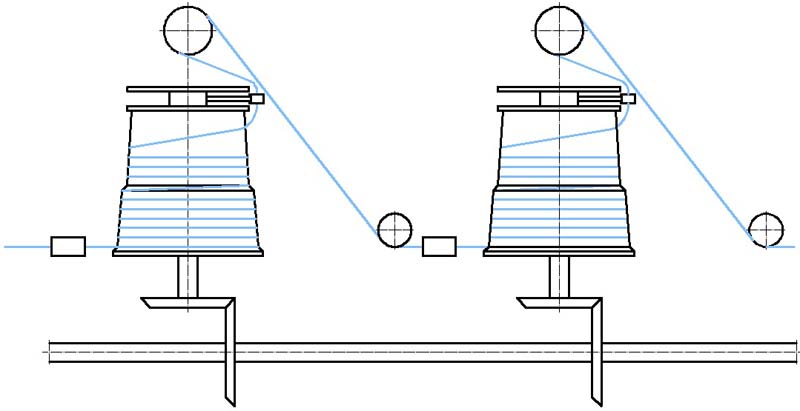
شمایی از یک نوع دستگاه کشش مفتول چند مرحله‌ای بدون لغزش

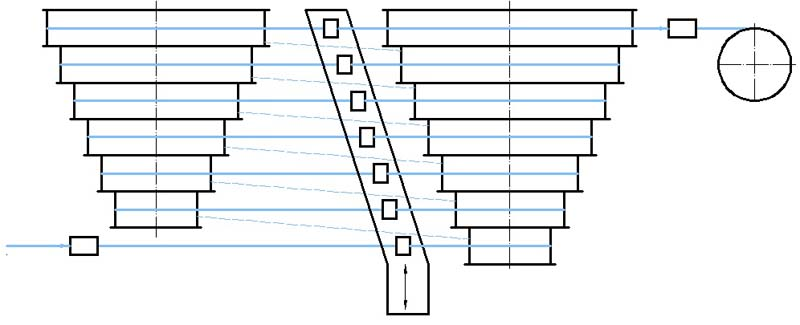
شمایی از یک نوع دستگاه کشش مفتول چند مرحله‌ای

کشش مفتول یا سیم‌کشی (به انگلیسی: Wire Drawing) یک فرایند فلزکاری است که با عبور دادن و کشیدن یک مفتول از میان یک یا چند قالب کشش برای کاهش سطح مقطع استفاده می‌شود. کشش مفتول در سیم‌کشی برق، کابل‌ها، فنرها، گیره‌های کاغذ، اسپیک‌های چرخ، آلات موسیقی سیمی و … استفاده می‌شود. گرچه این فرایند در عمل شبیه به اکستروژن است، اما در کشش، مفتول از میان قالب کشیده می‌شود درحالی‌که در اکستروژن میله از میان قالب هل داده می‌شود. کشش معمولاً در دمای اتاق انجام می‌شود، پس یک نوع کار سرد محسوب می‌شود. کشش برای مفتول‌های بزرگ ممکن است در دمای بالا انجام شود تا نیروی لازم برای کشش کاهش یابد.

## فرایند
فرایند کشش مفتول مفهوم نسبتاً ساده‌ای دارد. به‌وسیله چکش‌کاری، سوهانکاری، نورد یا سنبه‌کاری، مقطع ابتدای مفتول کوچک می‌شود تا ابتدای مفتول بتواند از قالب عبور کند؛ سپس مفتول از درون قالب کشیده می‌شود. در این فرایند حجم مفتول ثابت باقی می‌ماند بنابراین با کاهش قطر مفتول، طول آن افزایش می‌یابد. معمولاً برای رسیدن به قطر مطلوب، لازم است مفتول بیش از یک‌مرتبه و در هر مرحله از میان قالبی با قطر کوچک‌تر کشیده شود. در مقیاس کوچک، این فرایند می‌تواند با استفاده از صفحه کشش و در مقیاس تجاری بزرگ با استفاده از ماشین‌آلات خودکار انجام می‌شود. فرایند کشش مفتول، نوعی کار سرد است؛ به همین دلیل خواص ماده را تغییر می‌دهد.
کاهش سطح مقطع در مفتولهای با مقطع کوچک عموماً ۱۵ تا ۲۵ درصد و در مفتولهای با مقطع بزرگ ۲۰ تا ۴۵ درصد است. در فرایند کشش مفتول، توالی دقیق قالبها تابعی از کاهش سطح مقطع، اندازه مقطع مفتول ورودی و اندازه مقطع مفتول خروجی است. هنگامی‌که میزان کاهش سطح مقطع مفتول تغییر کند، توالی قالبها هم بالتبع باید تغییر کند.
مفتولهای خیلی نازک معمولاً به‌صورت دسته کشیده می‌شوند. در یک دسته، مفتولها به‌وسیله یک فلز با خواص مشابه ولی با مقاومت شیمیایی کمتر مجزا شدهاند تا بتوان بعد از کشش، مفتول را از فلز جدا کرد. اگر کاهش سطح مقطع از ۵۰ درصد بیشتر باشد، ممکن است مفتول، قبل از این‌که بتواند دوباره کشیده شود، به یک مرحله میانی بازپخت نیاز داشته باشد.
کشش مفتول تجاری معمولاً با مفتولی به قطر ۹ میلی‌متر که نورد گرم شده‌است شروع می‌شود. ابتدا سطح مفتول از فلسها پاک می‌شود؛ سپس به یک دستگاه کشش مفتول که ممکن است یک یا چند بلوک متوالی داشته باشد، داده می‌شود.
دستگاه کشش مفتول تک بلوک، دارای وسیله‌ای برای با دقت نگه‌داشتن قالبها در جایگاه خودشان و وسیله‌ای برای پیوسته کشیدن مفتول از میان سوراخها است. طرح معمولی شامل یک میز چدنی است که دارای یک بست ایستاده برای نگهداری قالب و یک درام عمودی چرخان هست که با پیچاندن مفتول حول سطح درام، مفتول را از میان قالب می‌کشد. درام مفتول یا بلوک با وسیله‌ای برای اتصال یا جدا کردن سریع آن به محور عمودی خود مجهز شده‌است، بنابراین حرکت مفتول می‌تواند فوراً متوقف یا شروع شود. قبل از این‌که مفتول بتواند به بلوک بپیوندد، باید مقداری کافی از مفتول، میان قالب کشیده شود؛ این کار به‌وسیله یک جفت گیره متصل به انتهای یک زنجیر که دور درام دورانی چرخانده شده‌است، انجام می‌شود؛ بنابراین کشش مفتول تا جایی ادامه می‌یابد که بتواند ۲ تا ۳ مرتبه روی بلوک پیچیده شود و از آن به بعد سر مفتول به‌وسیله یک گیره پیچی کوچک حفظ می‌شود. وقتی مفتول روی بلوک قرار گرفت، حرکت بلوک باید تنظیم شود تا مفتول به‌طور پیوسته از میان قالب کشیده شود؛ بنابراین خیلی مهم است که بلوک با همان سرعت اولیه مفتول بچرخد و به چرخش خود با همان سرعت ادامه دهد و مفتول را با یک سرعت ثابت بکشد؛ در غیر این صورت قسمتی از مفتول ضعیف می‌شود یا حتی ممکن است پاره شود.
تفاوت دستگاه‌هایی با بلوکهای متوالی با دستگاه‌های تک بلوک در داشتن یک سری از قالبها است که مفتول به‌طور پیوسته از میان آن‌ها کشیده می‌شود. به دلیل کشیدگی و لغزش، سرعت مفتول بعد از هر کشش افزایش می‌یابد؛ به همین دلیل سرعت مفتول با سرعت چرخش هر بلوک تطبیق داده می‌شود. یکی از این دستگاه‌ها ممکن است ۳ تا ۱۲ قالب داشته باشد. برای روغن‌کاری قالب‌ها از یک پمپ استفاده می‌شود و همچنین در بسیاری از موارد بخش زیرین بلوک‌ها در روان‌کننده حرکت می‌کند.
غالباً پس از هر مرحله کشش، برای خنثی کردن اثرات کار سرد و بهتر شدن شرایط مفتول برای کشش بیشتر، نیاز به پختن مفتول است. ممکن است برای شکل‌پذیری و رسانایی الکتریکی بیشتر محصول نهایی نیز پخته شود.
یک نمونه محصول که با استفاده از دستگاه کشش مفتول با قالب‌های متوالی تولید می‌شود، سیم تلفن است. برای تولید سیم تلفن، میله نورد گرم شده را ۲۰ تا ۳۰ مرتبه می‌کشند.

## روان‌کاری
در فرایند کشش، روان‌کاری برای افزایش کیفیت سطح مفتول و عمر قالب ضروری است. در ادامه روش‌های مختلف روان‌کاری بیان شده‌است:
- کشش مرطوب: قالب‌ها و مفتول یا میله در روان‌کننده کاملاً غوطه‌ور می‌شوند
- کشش خشک: مفتول یا میله از ظرف حاوی روان‌کننده عبور می‌کند و روان‌کننده سطح آن را می‌پوشاند
- پوشش فلزی: مفتول یا میله با فلزی نرم که به‌عنوان روان‌کننده جامد عمل می‌کند، پوشیده می‌شود
- ارتعاش فراصوت: قالب‌ها و سنبه‌ها ارتعاش می‌کنند که به کاهش نیروها کمک می‌کند
- کشش با استفاده از قالب غلتکی (کشش غلتکی): به‌جای قالب‌های ثابت از قالب‌های غلتکی استفاده می‌شود که باعث تبدیل اصطکاک برشی به اصطکاک غلتشی و کاهش نیروهای کشش می‌شود[۷][۸][۹]

در روش‌های بالا از روان‌کننده‌های مختلف مانند روغن استفاده می‌شود. دیگر روش روان‌کاری فروبردن مفتول در محلول مس(II) سولفات است، به‌طوری‌که یک غشا مس روی مفتول می‌نشیند که یک نوع روان‌کننده را شکل می‌دهد. گاهی اوقات در این روش، بعد از کشش نهایی مفتول، پوشش مسی را از بین نمی‌برند؛ زیرا می‌توان از آن برای پیشگیری از زنگ‌زدگی و جوش‌کاری آسان‌تر استفاده کرد. بهترین مثال از مفتول با پوشش مس، مفتول میگ (MIG) است که در جوش‌کاری از آن استفاده می‌شود.

## خواص مکانیکی
استحکام مفتول، در اثر کشش به‌طور قابل‌ملاحظه افزایش می‌یابد.

## قالب‌های کشش
قالب‌های کشش معمولاً از فولاد ابزار، تنگستن کاربید، یا الماس ساخته می‌شوند؛ که تنگستن کاربید و الماس مصنوعی بیشتر استفاده می‌شوند. برای ایجاد یک مفتول باکیفیت خیلی عالی از قالب الماسی تک کریستال، برای کشش با دمای بالا از قالب فولادی ریخته‌گری شده و برای کشش مفتول فولادی از قالب تنگستن کاربید استفاده می‌شود.

## دستگاه های کشش
قطعات دستگاه کشش: بدنه دستگاه، گیربکس، دینام، طبل، قرقره، جادوزه ای.
این قطعات روی یک بدنه فلزی که حدوداً عرض یک متر و طول شش متر دارد، سوار هستند. دستگاه‌های کشش خود انواع متعددی دارند که این تفاوت در تعداد طبل‌های آن‌ها می‌باشد . برخی تک طبل بوده و ممکن است تعداد طبل‌ها به 8 عدد نیز برسد.
معمولاً دستگاه‌های کشش به دو دسته تقسیم می‌شوند: ریز بار، درشت بار. نوع مصرف هر دستگاه بستگی به نوع دستگاه و قدرت آن دارد. قدرت دستگاه به بزرگی طبل، قدرت گیربکس و قدرت دینام یا ژنراتور بستگی دارد و ممکن است فشار تا چند تن را نیز تحمل کند. 